# Oakwood, Illinois
Oakwood är en ort (village) i Vermilion County i Illinois. Vid 2010 års folkräkning hade Oakwood 1 595 invånare.